# Aloysius Joseph Dettmer
Aloysius Joseph Dettmer SCJ (* 1. September 1915 in Hartington, Nebraska; † 6. August 1984 in Middelburg, Südafrika) war ein US-amerikanischer römisch-katholischer Ordensgeistlicher und Apostolischer Präfekt von De Aar.

## Leben
Aloysius Joseph Dettmer trat der Ordensgemeinschaft der Dehonianer bei und empfing am 20. Mai 1944 in der Kathedrale St. John the Evangelist in Milwaukee durch den Erzbischof von Milwaukee, Moses Elias Kiley, das Sakrament der Priesterweihe. Am 24. März 1953 bestellte ihn Papst Pius XII. zum ersten Apostolischen Präfekten von De Aar. Dettmer nahm an der zweiten, dritten und vierten Sitzungsperiode des Zweiten Vatikanischen Konzils teil.
Dettmer trat am 13. April 1967 infolge der Erhebung der Apostolischen Präfektur De Aar zum Bistum von seinem Amt zurück.